# ملعة (لودر)

تعديل مصدري - تعديل

ملعة هي إحدى قرى عزلة زارة بمديرية لودر التابعة لمحافظة أبين، بلغ تعداد سكانها 116 نسمة حسب تعداد اليمن لعام 2004.